# Гришков, Николай Калинникович
Николай Калинникович Гришков — советский военный и государственный деятель, генерал-лейтенант.

## Биография
Родился в 1913 году в Москве. Член КПСС.
С 1934 года — военнослужащий РККА.
Участник Великой Отечественной войны: командир 146-го гвардейского истребительного авиационного полка
В 1946—1950 — командир 146-го гвардейского истребительного авиационного полка.
В 1963—1967 — командующий 4-й отдельной армией ПВО.
В 1967—1970 — заместитель Главкома ПВО по боевой подготовке.
В 1970—1975 — командир войсковой части 25973.
Делегат XXIII съезда КПСС.
Умер в 1998 году в Москве.

## Награды
- Орден Красного Знамени (четырежды)
- Орден Отечественной войны I степени (дважды)
- Орден Красной Звезды